# Oskar-Klein-Medaille
Die Oskar-Klein-Gedächtnisvorlesung und die damit verbundene Oskar-Klein-Medaille ist ein schwedischer Preis in theoretischer Physik, der gemeinsam von der Universität Stockholm und dem Nobelkomitee der Königlich Schwedischen Akademie der Wissenschaften vergeben wird. Er ist nach Oskar Klein benannt.

## Preisträger
Mit dem Titel der Vorlesung
- 1988 – Chen Ning Yang, Symmetry and Physics
- 1989 – Steven Weinberg, Beyond the Standard Models
- 1990 – Hans Bethe, Theory of neutrinos from the sun
- 1991 – Alan Guth, Do the Laws of Physics Allow Us to Create a New Universe ?
- 1992 – John Archibald Wheeler, Delayed Choice Experiments and the Lesson of the Quantum
- 1993 – Tsung-Dao Lee, kein Titel angegeben
- 1994 – nicht vergeben, stattdessen fand das Klein-Symposium zu Kleins 100. Geburtstag statt
- 1995 – Nathan Seiberg, Exact results in four dimensional quantum field theory
- 1996 – Alexander Markowitsch Poljakow, Field theory as a universal language
- 1997 – James Peebles, Tests of the relativistic big bang cosmology
- 1998 – Edward Witten, Magic, mystery and matrix
- 1999 – Gerardus ’t Hooft Can there be physics without experiments ? Challenges and Pitfalls
- 2000 – David Gross, Towards a Theory of Everything
- 2001 – Andrei Dmitrijewitsch Linde, kein Titel angegeben
- 2002 – Martin Rees, From Simple Big Bang to Complex Chaos
- 2003 – Stephen Hawking, Can fundamental theory predict the universe ?
- 2004 – Pierre Ramond, Sunshine at midnight: the neutrino saga
- 2005 – Yōichirō Nambu, Symmetry and Symmetry Breaking - a tension in natural laws
- 2006 – Wjatscheslaw Muchanow, From Quantum Fluctuations to the Structure of the Universe
- 2007 – Gabriele Veneziano, String Theory, Gravity and Cosmology
- 2008 – Helen Quinn, Klein-Gordon (Scalar) Particles in the Universe
- 2009 – Peter Higgs, My life as a boson
- 2010 – Alexei Alexandrowitsch Starobinski, Four historical epochs and four fundamental constants of modern cosmology
- 2011 – Joseph Silk, From Here to Infinity: The Origin and Evolution of the Universe
- 2012 – Juan Maldacena, Quantum Chromodynamics, Strings and Black Holes
- 2013 – Frank Wilczek, Superfluidity and Symmetry Breaking: Past Glories, New Frontiers
- 2014 – Andrew Strominger, Conformal Symmetry in the Sky
- 2015 – Rashid Sunyaev, Unavoidable distortions in the spectrum of CMB and the Blackbody Photosphere of our Universe
- 2016 – Kip Thorne, Gravitational Waves: The Physics and Astrophysics of LIGO
- 2017 – Sheldon Glashow, Nobel Ideas in Particle Physics
- 2018 – Leonard Susskind, The Quantum Origins of Gravity
- 2019 – Lisa Randall, New Ideas for Dark Matter
- 2020 – Roy P. Kerr, Kerr Black Holes have no Singularities
- 2022 – Igor R. Klebanov, Strong Interactions, Strings, and Extra Dimensions
- 2023 – Alessandra Buonanno, Gravitational-Wave Astronomy: Theoretical Advances and Challenges[1]
- 2024 – Renata E. Kallosh, Attractors in Black Holes and Cosmology[2]